# 재니 레인
재니 레인(영어: Jani Lane, 1964년 2월 1일 ~ 2011년 8월 11일)는 미국의 가수이자 글램 메탈 밴드 워런트의 리드 보컬, 프론트맨, 작사가, 메인 작곡가였다.